# Драге (Пакоштане)
Драге (хорв. Drage) — населений пункт у Хорватії, у Задарській жупанії у складі громади Пакоштане.

## Населення
Населення за даними перепису 2011 року становило 893 осіб.
Динаміка чисельності населення поселення:

## Клімат
Середня річна температура становить 15,26 °C, середня максимальна – 27,12 °C, а середня мінімальна – 4,03 °C. Середня річна кількість опадів – 772 мм.
| Клімат поселення                              | Клімат поселення | Клімат поселення | Клімат поселення | Клімат поселення | Клімат поселення | Клімат поселення | Клімат поселення | Клімат поселення | Клімат поселення | Клімат поселення | Клімат поселення | Клімат поселення | Клімат поселення |
| Показник                                      | Січ.             | Лют.             | Бер.             | Квіт.            | Трав.            | Черв.            | Лип.             | Серп.            | Вер.             | Жовт.            | Лист.            | Груд.            |                  |
| Середній максимум, °C                         | 11,02            | 11,17            | 13,05            | 16,28            | 21,01            | 24,99            | 27,12            | 26,86            | 22,62            | 19,48            | 14,76            | 11,74            |                  |
| Середня температура, °C                       | 7,51             | 7,68             | 9,55             | 12,82            | 17,52            | 21,49            | 24,45            | 24,19            | 19,93            | 16,79            | 12,10            | 9,08             |                  |
| Середній мінімум, °C                          | 4,03             | 4,17             | 6,08             | 9,32             | 14,04            | 18,02            | 21,78            | 21,50            | 17,26            | 14,13            | 9,42             | 6,39             |                  |
| Норма опадів, мм                              | 68               | 58               | 62               | 65               | 56               | 49               | 28               | 44               | 82               | 87               | 92               | 81               |                  |
| Середньомісячна швидкість вітру, м/с          | 2.98             | 3.08             | 3.24             | 3.08             | 2.68             | 2.48             | 2.49             | 2.38             | 2.59             | 2.75             | 3.35             | 3.22             |                  |
| Середньомісячна сонячна радіація, кДж/м²·день | 5165             | 7930             | 11683            | 16546            | 20726            | 23296            | 24679            | 21635            | 15987            | 10252            | 5679             | 4387             |                  |
| --------------------------------------------- | ---------------- | ---------------- | ---------------- | ---------------- | ---------------- | ---------------- | ---------------- | ---------------- | ---------------- | ---------------- | ---------------- | ---------------- | ---------------- |
| Джерело:                                      |                  |                  |                  |                  |                  |                  |                  |                  |                  |                  |                  |                  |                  |